# Radio Présence
Radio Présence est une radio régionale associative soutenue par le diocèse de Toulouse. Elle fonctionne en réseau, constitué par cinq stations de radio de la région Occitanie. La coordination du réseau de radiodiffusion s'effectue au siège de la radio de Toulouse.

## Historique
En 1999, à l'invitation des évêques catholiques de la région, cinq radios du Midi-Pyrénéen ont mis leurs moyens en commun pour y constituer une présence chrétienne. Chaque radio produit un programme local à l'échelle de son diocèse d'environ quatre heures par jour. Le reste du temps, ces radios diffusent ensemble un programme élaboré à Toulouse et diffusé en FM et en webradio sur internet.

## Identité du réseau

### Siège
Radio Présence travaille en réseau avec les autres radios diocésaines qui diffusent en Midi-Pyrénées. Ces radios déclinent la même identité : Radio Présence. La coordination de l'ensemble se fait depuis Toulouse, siège de la radio.

### Habillage d'antenne
Les voix d'antenne pour l'habillage sont Henriette Torrenta et Jean-Benoît Dumas.

## Programmation
- Programme régional mis en forme à Toulouse : 10 heures.
- Programme local produit par chaque station : 4 heures.
- Programme national complémentaire fourni par la banque de programme radios chrétiennes associées : 10 heures.

## Diffusion
Radio Présence diffuse son programme sur la Haute-Garonne, le Tarn-et-Garonne, l'Aveyron et l'Ariège.